# Almerico Cristin
Almerico Cristin (Sulmona, 15 gennaio 1823 – Frosinone, 8 aprile 1891) è stato un veterinario italiano.

## Studi e professione
Nato a Sulmona da famiglia di origine tedesca (Christen o Cristen) ormai stabilmente stabilitasi in Italia, Almerico (o Almerigo) compì i primi studi nella città abruzzese, per poi iscriversi alla Reale Scuola Superiore di Medicina Veterinaria di Napoli, dove si laureò nel 1845.
Trovò subito lavoro come aiutante di zootomia presso la stessa prestigiosa Scuola veterinaria di Napoli allora diretta da Crescenzo Rispoli.
Fu coinvolto nelle burrascose vicende politiche che investirono in quegli anni centrali del secolo tutti gli Stati della penisola italiana, e fu arrestato nel 1848 per una sua presunta partecipazione ai moti rivoluzionari; anche se fu poi liberato dal carcere, fu tuttavia confinato a Sulmona come sorvegliato politico.
Tornato definitivamente libero fu professore di Pastorizia e zooiatria a Firenze. 
Nel 1860 partecipò alle varie campagne militari che portarono Garibaldi dalla Sicilia fino a Napoli. A Napoli con decreto del 24 settembre 1860 firmato dallo stesso Giuseppe Garibaldi fu nominato rettore del Collegio di Veterinaria e di Agricoltura, subentrando al sacerdote don Francesco Furinzano; pochi mesi dopo, essendo stata abolita la carica di rettore, fu nominato direttore della Regia Scuola superiore di medicina veterinaria e d'agricoltura di Napoli.
Cristin riorganizzò e rinnovò completamente la Scuola che in pochi anni divenne tra le prime in Italia anche per la qualità della didattica. Nel 1861 fondò e diresse il Giornale delle razze degli animali utili e di medicina veterinaria, nella quale rivista egli sosteneva la necessità che la scienza veterinaria non si occupasse solo di aspetti legati alla medicina e alla chirurgia, ma che servisse a produrre, migliorare e perfezionare le razze animali. A sostegno di questo suo convincimento, Cristin propose anche la fondazione di una Scuola superiore zootecnica.
In seguito a contrasti interni si trasferì a Torino dove tenne la cattedra di Igiene e di materia medica nella R. Scuola superiore veterinaria. Ma già nel 1872 tornò a Napoli, dapprima per pochi mesi come professore di ruolo di Zootecnia alla Scuola di Veterinaria, poi a Portici presso la neonata Scuola superiore d'Agricoltura di Portici dove tenne la Cattedra di Anatomia e fisiologia veterinaria e di zootecnia. A Portici rimase parecchi anni e dal giugno 1886 all'agosto 1889 ebbe la Direzione della prestigiosa Scuola. 
Fu il primo ad usare il termine Ezoognosia per indicare un particolare ramo delle discipline zootecniche, che i francesi definivano in modo vago con il termine Extérieur.
Numerosi furono i riconoscimenti conseguenti alla sua intensa attività scientifica:  presidente del primo Congresso dei docenti veterinari che si svolse a Milano nel 1865; socio ordinario della Società dei naturalisti e del R. Istituto di Incoraggiamento di Napoli; socio corrispondente dell’Accademia dei Georgofili; socio onorario di molte società economiche e di Comizi agrari.
Ugualmente ricca ed intensa l'attività svolta in campo politico che lo portò ad essere deputato del Ministero di Salute e membro della Commissione zootecnica presso il Ministero; delegato scolastico di Portici; consigliere ordinario del Consiglio superiore di Sanità a Napoli e Torino.

## Opere
- Delle parti annesse al feto dei mammiferi dimestici, Napoli, Dalla Tip. del Filiatre-Sebezio, 1846, SBN AQ10065714.
- Della produzione cavallina e delle rimonte nel nuovo regno italiano, Napoli, M. Cellini e C., 1860, SBN NAP0295494.
- Per l'inaugurazione dell'anno scolastico 1861-62 nella R. Scuola Superiore di medicina veterinaria ed agricoltura di Napoli, Napoli, Stabilimento Tipografico T. Cottrau, 1861, SBN UBO1096944.
- Studi ed osservazioni su la produzione, miglioramento, e perfezionamento degli animali domestici utili nel regno d'Italia, Napoli, Stabilimento tip. T. Cottrau, 1861-62, SBN NAP0579375.
- Dell'ezoognosia ovvero conoscenza delle parti esterne degli animali domestici utili, Napoli, Tip. F. Vitale, 1864, SBN PUV0513885.